# Parken und Mitfahren

Zeichen 316-50: das seit 2017 gültige Verkehrszeichen für „Parken und Mitfahren“

Parken und Mitfahren oder kurz P+M (auch Park and drive oder kurz P+D) ist ein Verknüpfungsprinzip in der Verkehrsplanung. Dabei treffen sich Reisende nach Absprache an einem Verknüpfungspunkt (beispielsweise ein kostenfreier Mitfahrerparkplatz), um anschließend gemeinsam mit einem Pkw in einer Fahrgemeinschaft weiterzufahren. Im Gegensatz zu den anderen gängigen Verknüpfungsprinzipien (wie etwa Parken und Reisen oder Bike and ride) erfolgt beim Parken-und-Mitfahren-Prinzip allerdings kein Wechsel des Verkehrssystems.
Dieses Verknüpfungsprinzip stellt in der Verkehrsplanung eine praktikable Lösung zur Verkehrsvermeidung dar, aus verschiedenen Gründen sind der Verbreitung von Parken und Mitfahren allerdings Grenzen gesetzt (siehe Abschnitt „Vor- und Nachteile“).

## Nutzung
Erhebungen haben gezeigt, dass überwiegend Personen jüngeren Alters von diesem Verknüpfungsprinzip Gebrauch machen. So bildet die Altersklasse zwischen 26 und 40 Jahren den größten Anteil der P+M-Nutzer. Die gesamte Transportkapazität eines Pkws wird dabei allerdings nur selten voll ausgeschöpft. Die meisten Fahrgemeinschaften, die sich an einem P+M-Parkplatz verabreden, bestehen aus zwei Personen. Überwiegender Fahrtzweck ist dabei der Weg zur Arbeitsstätte (Arbeitsweg) oder (nachrangig) der Weg zu einer Bildungsstätte (meist Schule, Hochschule oder Berufsschule).

## Mitfahrerparkplätze

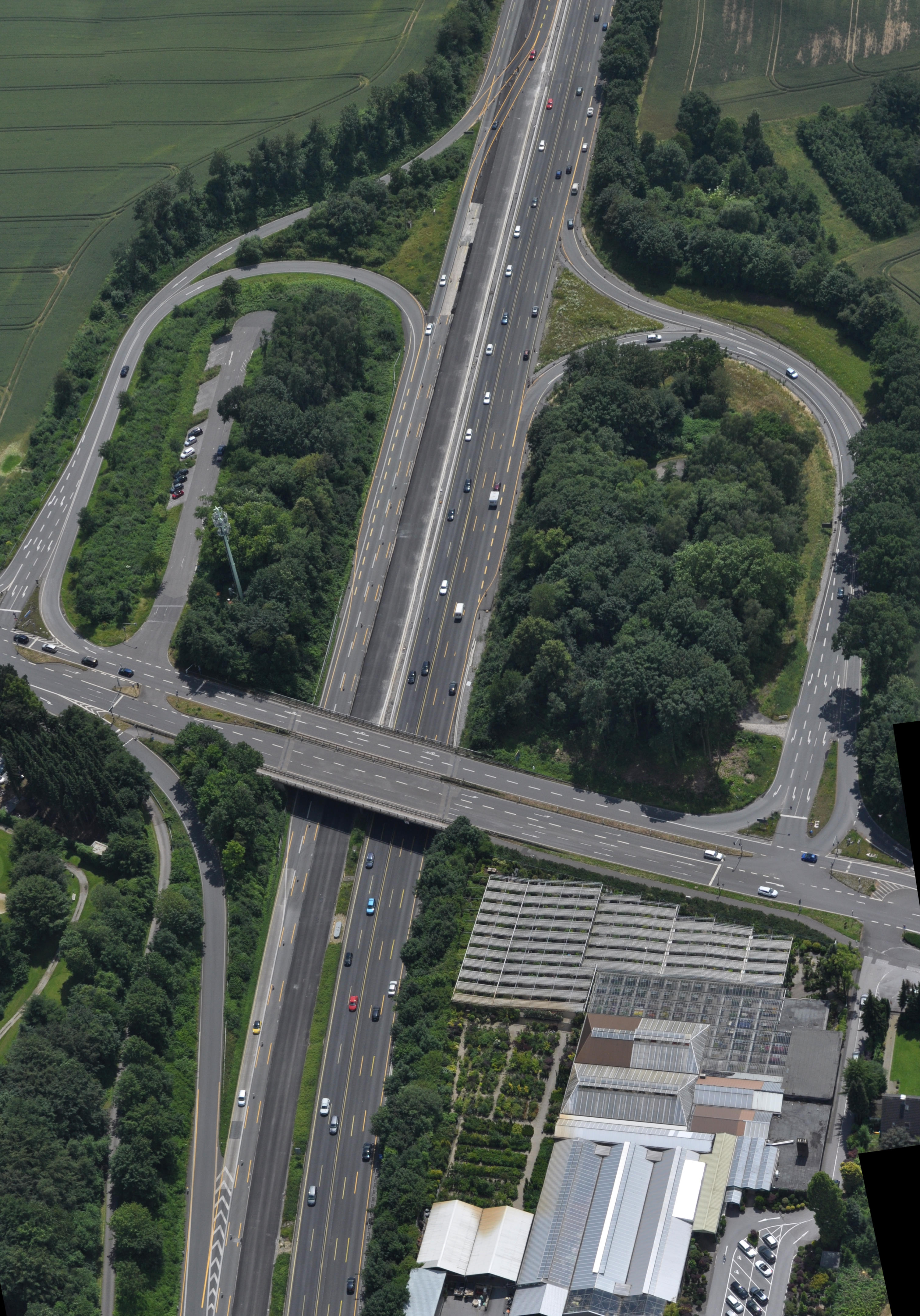
Autobahnanschlussstelle mit einem Mitfahrerparkplatz in einer Auffahrt (links oben)

Anfangs standen für die Nutzer dieses Verknüpfungsprinzips keine besonderen Parkflächen zur Verfügung. Die Fahrzeuge wurden wild an Anschlussstellen oder an Fernstraßen abgestellt. Um ein geordnetes Abstellen zu ermöglichen und gleichzeitig die Attraktivität dieses Prinzips zu erhöhen, wurde in den 1980er Jahren dann mit einer planmäßigen Anlage von Mitfahrerparkplätzen (umgangssprachlich auch als Pendlerparkplatz bezeichnet) begonnen. So zählte beispielsweise das Bundesland Baden-Württemberg 1986 bereits 75 P+M-Plätze mit insgesamt rund 2.400 Stellplätzen. Das Land Hessen pflegt seit 2008 kontinuierlich eine Online-Karte, auf der alle P+M-Plätze ganz Hessens verzeichnet sind und zu denen detaillierte Informationen, wie übliche Stellplatzauslastung und Beleuchtung, einsehbar sind.

## Vor- und Nachteile
Die Nutzung des Parken-und-Mitfahren-Prinzips bringt verschiedene Vor- und Nachteile mit sich. So profitieren die Reisenden von einer Reduzierung der Fahrtkosten und schonen durch ihre Teilnahme an einer Fahrgemeinschaft die Umwelt, da der Auslastungsgrad pro Pkw erhöht wird. Anders als bei gewöhnlichen Fahrgemeinschaften können sich bei dieser Verknüpfungsform auch Gruppen bilden, bei der die einzelnen Personen keinen gemeinsamen Wohnort besitzen.
Als problematisch erweist sich insbesondere das Abstellen der Fahrzeuge am Verknüpfungspunkt. So gibt es beispielsweise noch nicht an jeder Autobahnanschlussstelle einen Mitfahrerparkplatz oder der bestehende Mitfahrerparkplatz ist bereits voll ausgelastet. Aufgrund von beengten Platzverhältnissen oder fehlenden finanziellen Mitteln können auch nicht an allen Verknüpfungspunkten Mitfahrerparkplätze angelegt oder bestehende Parkplätze erweitert werden. Die Folge ist daher gelegentlich ein „wildes“ Abstellen neben der Fahrbahn, unter Brücken oder am Rand von Wäldern und landwirtschaftlich genutzten Flächen. Neben der mangelnden Verfügbarkeit von Abstellflächen kann aber auch Vandalismus und Diebstahl ein Problem darstellen, da es sich in der Regel um unbewachte Parkplätze in abgeschiedener Lage handelt.
Des Weiteren können organisatorische und zwischenmenschliche Aspekte die Verbreitung des P+M-Prinzips einschränken. So erfordern das Treffen am Verknüpfungspunkt sowie die gemeinsame Rückfahrt zum Verknüpfungspunkt eine vorherige Verabredung und ggf. eine erneute Abstimmung bei nachträglichen Änderungen der vereinbarten Zeiten, sowie deren Einhaltung. Diese gegenseitige Abhängigkeit führt zu einer Einengung der Flexibilität (ein Hauptvorteil der Pkw-Nutzung) und wird von Einzelnen als Nachteil empfunden.